# Gowdanahalli, Chiknayakanhalli
Gowdanahalli là một làng thuộc tehsil Chiknayakanhalli, huyện Tumkur, bang Karnataka, Ấn Độ.